# Bionic Commando Rearmed 2
Bionic Commando Rearmed 2 est un jeu vidéo de plates-formes édité par Capcom et développé par Fat Shark. C'est le deuxième opus en 2.5D (rendu 3D et mouvements/gameplay 2D) disponible en téléchargement sur le PlayStation Network et le Xbox Live Arcade depuis le 2 février 2011.

## Accueil
- Jeuxvideo.com : 14/20[1]